# Falhas da rede elétrica na Índia em julho de 2012
As Falhas na rede elétrica no Norte da Índia em Julho de 2012 foram dois tropeços na transmissão de energia na região norte da Índia que por dois dias seguidos provocou grandes apagões que afetaram cerca de metade da população do país, que é a segunda maior do mundo

## Apagões
Os apagões aconteceram em dois dias consecutivos, o primeiro, no dia 30 de Junho ocorreu às 02h35 minutos locais (UTC+5h30) afetando a população de 7 estados indianos e uma população total de 370 milhões de pessoas.
O segundo apagão ocorreu no dia seguinte, 31 de Julho, afetando uma parte maior ainda do país e consequentemente uma parcela maior da população que pode ter chegado a 700 milhões de pessoas, o comparável a quase toda a população da Europa. Este apagão já é considerado o maior do mundo em termos de pessoas atingidas. 20 dos 29 estados foram afetados e o seu início deu-se por volta das 13 horas, horário local.

### 30 de Julho
Uma interrupção energética que ocorreu em 30 de Julho de 2012, às 02h35, horário local, devido o tropeço na linha de alimentação da estação de Agra-Bareilly levando a uma cascata de falhas em oito estados: Punjab, Haryana, Rajastão, Delhi, Uttarakhand, Himachal Pradesh, Jammu e Caxemira e do Território da União de Chandigarh. Funcionários descreveram a queda como a pior falha em uma década. Produção de energia normal foi amplamente restaurado em quatro horas, porém, boa parte da capital Nova Délhi ficou sem energia por até 8 horas.

### 31 de Julho
A falha desta vez ocorreu no início da tarde, o ministro da Energia, Sushilkumar Shinde, afirmou que esta falha ocorreu por volta das 13h00 locais, e mais uma vez culpou alguns estados por ultrapassarem a cota de consumo. Nayak prometeu uma volta à normalidade até as 19 horas locais.

## Causa
Às 2h35 da madrugada no horário local, uma alimentação de linha para a seção de transmissão Agra-Bareilly de 400-kV da linha Bina-Gwalior, falhou, provocando efeito cascata e consequentemente a interrupção para as redes adjacentes.
O verão do hemisfério norte afeta a Índia de maneira significativa, forçando um maior consumo de energia, o que provocou a falha e interrupção.
No dia do colapso, Ministro de Energia Sushil Kumar Shinde afirmou que a causa exata da falha era desconhecida, mas que no momento da falha, o consumo de eletricidade estava acima do normal.

## Impacto
Mais de 300 milhões de pessoas ficaram sem energia, no dia 30 de Julho quase 30% da população da Índia. Ferrovias e alguns aeroportos permaneceram fechados até 8h00 da manhã. A interrupção causou caos para a hora do rush matinal da segunda-feira, pois nem as estações de trens foram funcionavam nem os sinais de trânsito também funcionavam. Vários hospitais relataram interrupções nos serviços de saúde, estações de tratamento de água foram fechadas por várias horas.
Dentro de 15 horas, 80% do serviço havia sido restabelecido.
No segundo dia de problemas a faixa sem eletricidade se estendia desde a fronteira com o Paquistão aos limites do nordeste do país, perto da fronteira com a China, cidades importantes como Nova Deli, a capital, Calcutá, maior cidade da Índia, Varanasi e Lucknow foram afetadas. Os sistemas de trens metropolitanos, bem como os semáforos ficaram sem funcionar, também hospitais e o comércio sofreram prejuízos.
Perto de Calcutá cerca de 200 mineiros ficaram presos numa mina da empresa Eastern Coalfields Limited, pois os elevadores também pararam de funcionar.
A meio da tarde a eletricidade no Nordeste do país foi restabelecida e a rede no Norte estava já a funcionar a 75%. Contudo, na parte oriental apenas 40% da rede elétrica estava a funcionar normalmente.

## Reações
Após o segundo dia de caos o ministro federal da Energia, Sushilkumar Shinde, afirmou que continuam sem saber o que levou ao colapso de quatro redes de fornecimento, porém assegurou que ambas as falhas de energia ocorreu devido o fato de os "estados terem ultrapassado as capacidades autorizadas de utilização das suas redes", em resumo, uma sobrecarga no sistema provocou a queda e o consequente efeito dominó.
O estado de Uttar Pradesh, o mais populoso da Índia, deverá ser um dos penalizados por ultrapassar sua cota de consumo de energia, segundo informou o ministro responsável pelo setor na Índia.